# Sibirische Armee
Die Sibirische Armee (russisch Сибирская армия; oder Westsibirische Freiwilligenarmee oder Sibirische Freiwilligenarmee) war eine Streitmacht der Weißen Armee in Sibirien während des russischen Bürgerkrieges.

## Entstehung

### Antibolschewistischer Untergrund
Vom 6. bis zum 15. Dezember 1917 tagte in Tomsk der Allsibirische Außerordentliche Regionalkongress. Dieser lehnte es entschieden ab, die Sowjetmacht anzuerkennen. Zur Verwaltung der Region wurde ein provisorischer sibirischer Regionalrat unter Vorsitz von Grigori Nikolajewitsch Potanin gewählt. Die meisten dieser Ratsmitglieder waren Sozialrevolutionäre. Man ging davon aus, dass der Provisorische Sibirische Regionalrat seine Befugnisse an die Sibirische Regionalduma übertragen würde. Die sibirische Regionalduma wiederum sollte eine Regierung bilden, welches das Exekutivorgan in Sibirien sein sollte.
In der Nacht des 26. Januar 1918 lösten der sowjetischen Teile in Tomsk die sibirische Regionalduma auf. Die nicht verhafteten Mitglieder wählten in einer geheimen Sitzung, unter Vorsitz des Sozialrevolutionärs Pjotr Jakowlewitsch Derber, die Provisorische Regierung des Autonomen Sibiriens. Den Posten des Kriegsministers in dieser Regierung übernahm der Sozialrevolutionär und Oberstleutnant Arkadi Antonowitsch Krakowezkij. Seinte Aufgabe war es, den bewaffneten Kampf gegen die Sowjetmacht in Sibirien zu organisieren.
Nach seinem Amtsantritt ernannte Krakowezkij den Stabshauptmann A. Frizell zu seinem bevollmächtigten Vertreter im Gebiet des westsibirischen Militärbezirks und Fähnrich Nikolai Kalaschnikow zu seinem bevollmächtigten Vertreter im Gebiet des ostsibirischen Militärbezirks. Beide waren Mitglieder der Sozialrevolutionären Partei. Parallel zu den von Krakowezkij geführten sozialistischen revolutionären Militärorganisationen und unabhängig von ihnen wurden parteilose Offiziersorganisationen gegründet, die im gesamtsibirischen Untergrund eine vorherrschende Bedeutung erlangten. Infolgedessen verloren die Sozialrevolutionäre ihre Führungsrolle in militärischen Angelegenheiten und an ihre Stelle traten hochrangige parteilose Offiziere. Im westsibirischen Bezirk durch Oberst Alexei Nikolajewitsch Grischin-Almasow, im ostsibirischen Bezirk durch Oberst Alexander Wassiljewitsch Ellerz-Ussow. Zur Koordinierung der Untergrundarbeit wurde Ende Mai ein Zentrales Hauptquartier unter der Leitung von Grischin-Almasow eingerichtet. Das Hauptquartier befand sich in Nowo-Nikolajewsk.

### Tschechoslowakischer Aufstand

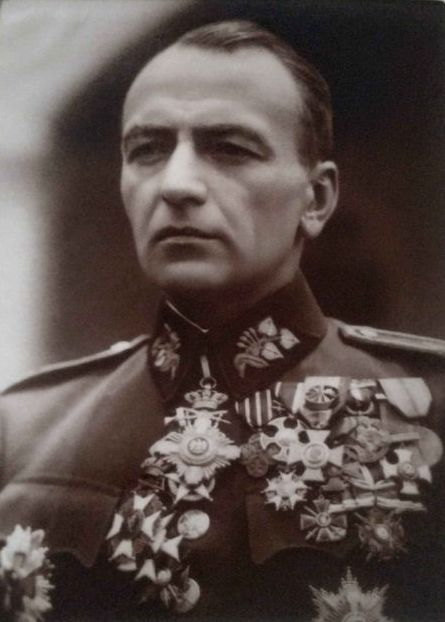
Oberquartiermeister Vojtěch Vladimír Klecanda

Ende Mai 1918 änderte sich die militärisch-politische Lage im Ural und in Sibirien infolge des antibolschewistischen Aufstands der Tschechoslowakischen Legionen radikal. Die Reihen der Legionen, dessen Staffeln an der Transsibirischen Eisenbahn stationiert waren, zählten etwa 35.000 Soldaten. Nach Angaben des Oberquartiermeisters des Legionsstabes, Oberstleutnant Vojtěch Vladimír Klecanda, verfügte die Pensa-Gruppe von Leutnant Stanislav Čeček über 8.000 Bajonette, die Tscheljabinsk-Gruppe von Oberstleutnant Sergej Vojcechovský über 8.800 Bajonette, die Mariinsk-Gruppe von Hauptmann Radola Gajda über bis zu 4.500 und die Wladiwostok-Gruppe von Generalmajor Michail Konstantinowitsch Diterichs über 14.000 Bajonette.
Unter deutschem Druck versuchten die bolschewistischen Behörden im Mai, das Korps zu entwaffnen und zu internieren. Die Tschechoslowaken weigerten sich jedoch, den Anweisungen der bolschewistischen Behörden Folge zu leisten. Bei einer Sitzung des Tschechoslowakischen Nationalkomitees in Tscheljabinsk am 20. Mai wurde beschlossen, dass die Bolschewiki im Falle eines Gewalteinsatzes, einen Aufstand anzetteln und nach Wladiwostok durchbrechen würden. Das direkte Kommando über die tschechoslowakischen Einheiten übernahmen Leutnant Čeček, Oberstleutnant Vojcechovský und Hauptmann Gajda, die an dem Treffen teilnahmen. Am 24. Mai 1918 erließ Leo Trotzki den Befehl:

„Jeder Tschechoslowake, der mit einer Waffe auf der Eisenbahn gesehen wird, muss auf der Stelle erschossen werden. Jeder Zug, in dem sich auch nur eine bewaffnete Person befindet, muss aus den Waggons geworfen und in einem Kriegsgefangenenlager eingesperrt werden.“

Am 25. Mai griffen die bolschewistischen Truppen die Tschechoslowakischen Legionen an. Diese konnte sich aber erfolgreich verteidigen und die angreifenden Truppen besiegen. Am selben Tag eroberten die Legionen mit Unterstützung des antibolschewistischen Untergrunds Mariinsk. Am 26. Mai konnten die Städte Tscheljabinsk und Nowo-Nikolajewsk erobert werden. In Nowo-Nikolajewsk begann man mit der Aufstellung der ersten regulären Einheiten der künftigen sibirischen Armee. Am 28. Mai gab Oberst Grischin-Almasow bekannt, dass er das Kommando über die Truppen des Westsibirischen Militärbezirks übernommen habe. Auf seinen Befehl hin wurde das Hauptquartier des Westsibirischen Militärbezirks am 12. Juni 1918 in Hauptquartier der Westsibirischen Sonderarmee umbenannt.
Zum Zeitpunkt des antibolschewistischen Aufstands der tschechoslowakischen Legionen befanden sich die meisten Mitglieder der Provisorischen Regierung des Autonomen Sibiriens im Fernen Osten. Die Vereinigung der sibirischen und fernöstlichen militärischen antibolschewistischen Gruppen erfolgte erst im September 1918.

### Schaffung von Behörden und Leitungsgremien
Am Abend des 30. Mai 1918 fand in Nowo-Nikolajewsk eine Sitzung des Rates der bevollmächtigten Vertreter der provisorischen sibirischen Regierung statt. Der Rat beschloss, das Westsibirische Kommissariat (kurz: WSC) mit Abteilungen entsprechend den Tätigkeitsbereichen einzurichten. Die gesetzgebende Versammlung war ein temporäres Gremium. Man ging davon aus, dass ihre Funktionen bald von der provisorischen Regierung des Autonomen Sibiriens übernommen würden. Die Sozialrevolutionäre, die die gesetzgebende Versammlung gründeten und darin Schlüsselpositionen innehatten, versuchten ihre Kontrolle über die Armee mit Hilfe von Politkommissaren und der Beförderung von Mitgliedern ihrer Partei in Schlüsselpositionen zu etablieren. Doch stießen sie im militärischen Umfeld auf entschlosseneren Widerstand der rechten Kräfte als im Bereich der zivilen Macht und Verwaltung. Als Ergebnis wurde am 14. Juni 1918 das von den Sozialrevolutionären initiierte Institut der Regierungskommissare für die Militäreinheiten der westsibirischen Sonderarmee abgeschafft. Auf Drängen Grischin-Almasows beschloss die gesetzgebende Versammlung noch am selben Tag, das Hauptquartier der Westsibirischen Sonderarmee als ihre militärische Abteilung und den Befehlshaber der Armeetruppen als Leiter dieser Abteilung zu betrachten.
Am 30. Juni 1918 übertrug das Westsibirische Kommissariat seine Befugnisse an die provisorische sibirische Regierung unter Pjotr Wassiljewitsch Wologodskij. Mit Dekret vom 1. Juli 1918 wurde Alexei Nikolajewitsch Grischin-Almasow zum Leiter des Militärministeriums ernannt, behielt jedoch seinen Posten als Kommandeur der Westsibirischen Sonderarmee.
Das wichtigste militärische Kommandoorgan in der Region war das Hauptquartier der Westsibirischen Sonderarmee, das sich am 15. Juni 1918 in Omsk befand. Alle wichtigen Posten im Hauptquartier und in der Verwaltung der sibirischen Armee waren mit Berufsoffizieren der alten russischen Armee besetzt. Darüber hinaus waren die Schlüsselpositionen des Stabschefs und des Generalquartiermeisters mit Generalstabsoffizieren besetzt.

### Wiederherstellung des Militärbezirkssystems
Die Tätigkeit des Hauptquartiers des Westsibirischen Militärbezirks wurde am 9. Juni 1918 auf Befehl des Kommandeurs des Steppenkorps, Oberst Pawel Pawlowitsch Iwanow-Rinow, wieder aufgenommen. Am 10. Juni ernannte er Generalmajor W. R. Romanow zum Stabschef des westsibirischen Militärbezirks. Die Befugnisse als Stabschef des Bezirks wurden durch den Befehl Grischin-Almasows vom 12. Juni 1918 bestätigt.
Auf Anordnung der Militärabteilung der Provisorischen sibirischen Regierung vom 22. Juli 1918 wurde offiziell die Wiederherstellung der Militärbezirke Irkutsk und Westsibirien innerhalb der territorialen Grenzen verkündet. Gleichzeitig wurden sämtliche Bezirksverwaltungen des Militärbezirks Irkutsk den entsprechenden Verwaltungen des Militärbezirks Westsibirien unterstellt und letzteren die Rechte von Hauptverwaltungen verliehen. Am 31. Juli wurde Generalmajor M. K. Mende zum Chef des Westsibirischen Militärbezirks und Oberst A. V. Ellerts-Usov zum Chef des Irkutsker Militärbezirks ernannt. Von diesem Zeitpunkt an übernahmen die Direktionen des Westsibirischen Militärbezirks die Funktionen der Hauptdirektionen des Kriegsministeriums. Das Bezirkshauptquartier war für die Lösung spezifischer Fragen im Zusammenhang mit der Rekrutierung und Versorgung der sibirischen Armee verantwortlich.

### Nicht-traditionelle Militärbehörden
Während des militärischen Aufbaus in Sibirien erforderten viele Probleme neue, für die alte Armee unkonventionelle Lösungen. In diesem Zusammenhang wurden durch ein Dekret der Provisorischen sibirischen Regierung vom 31. Juli 1918 die sibirische Militärkonferenz und das Büro des sibirischen Militärministeriums eingerichtet.
Die sibirische Militärkonferenz unter dem Vorsitz des Kriegsministers befasste sich mit der Erörterung und Lösung der wichtigsten gesetzgeberischen, finanziellen, wirtschaftlichen und sonstigen Fragen im Zusammenhang mit der Tätigkeit des Militärdepartements. Die vorläufige Prüfung der oben genannten Fragen vor ihrer Vorlage an die sibirische Militärkonferenz erfolgte in der Dienststelle des Kriegsministeriums, die seit dem 22. Juli 1918 von Generalleutnant A. L. Schultz geleitet wurde.

### Interaktion mit Tschechoslowaken

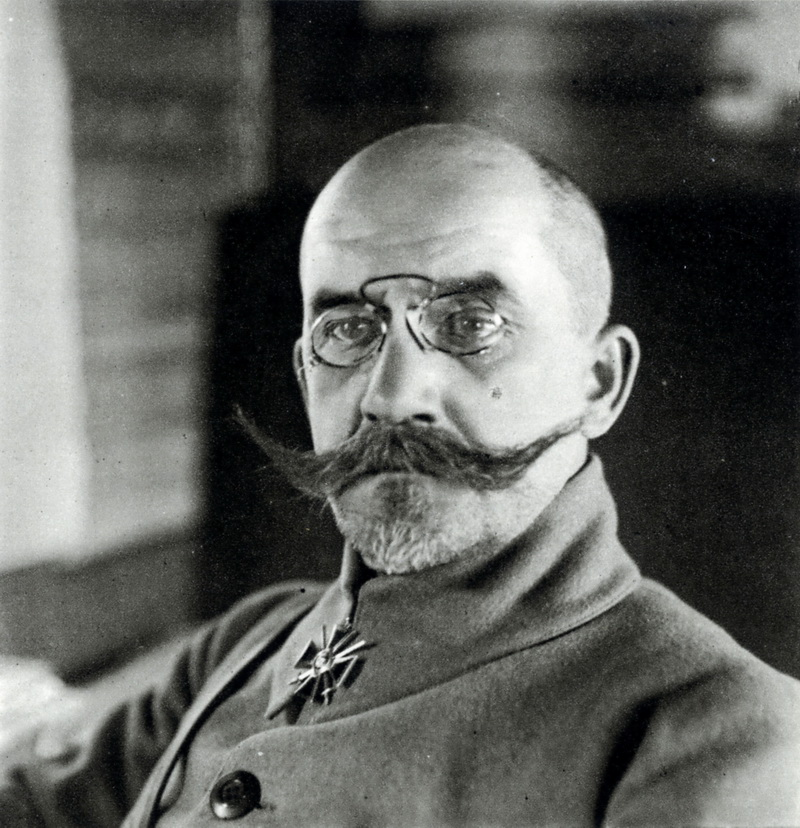
Generalmajor Vladimír Nikolajevič Šokorov

Die Truppen der Tschechoslowakischen Legionen, die in der Anfangsphase die Hauptschlagkraft im Kampf gegen die bolschewistischen Truppen darstellten, gehorchten nicht dem Befehl der sibirischen Armee. Daher musste Grischin-Almasow zunächst die Frage der Koordinierung gemeinsamer Kampfhandlungen russischer und tschechoslowakischer Truppen lösen. Diese Vereinbarung wurde auf der Staatskonferenz in Tscheljabinsk am 13. Juli 1918 getroffen. Mit Zustimmung der provisorischen sibirischen Regierung wurden alle an der Front operierenden Truppen der sibirischen Armee bis zur Ernennung des Oberbefehlshabers aller alliierten Streitkräfte operativ dem Kommandeur des tschechoslowakischen Generalstabskorps, Generalmajor Vladimír Nikolajevič Šokorov, unterstellt. Die allgemeine Leitung und Koordinierung der Kampfhandlungen erfolgte nun durch das Hauptquartier der Tschechoslowakischen Legionen.
Im Sommer 1918 entwickelten sich zwischen den Führern der sibirischen Armee und der Tschechoslowakischen Legionen insgesamt sachliche und freundschaftliche Beziehungen. Mit der zunehmenden Stärke der sibirischen Armee begann sich ihre Führung jedoch durch die Abhängigkeit von den Tschechoslowaken belastet zu fühlen. Dies wurde Ende August besonders akut, als General Šokorov als Kommandeur der Tschechoslowakischen Legionen durch den tschechoslowakischen General Jan Syrový ersetzt wurde. Einer der Gründe für Grischin-Almasows Rücktritt waren Meinungsverschiedenheiten in Fragen der operativen Führung zwischen dem Hauptquartier der sibirischen Armee und den Tschechoslowakischen Legionen.

## Einsatz

### 1918
Der Aufstand der Tschechoslowakischen Legionen diente für die antibolschewistische sibirische Untergrundbewegung als Signal, einen Aufstand mit dem Ziel des Sturzes der bolschewistischen Regierung zu beginnen. In der ersten Junihälfte befand sich fast das gesamte Gebiet Sibiriens und des Urals, von Tscheljabinsk bis Irkutsk, in den Händen der Rebellen. Anfang Juni wurde aus den Rebellenabteilungen die Westsibirische Armee gebildet, die eine Offensive in drei Richtungen startete. Dazu zählten das Nordwestliche Regiment mit Angriffsrichtung Tjumen und Jekaterinburg, das Regiment Werschbitski mit Richtung Irkutsk und Tschita und das südliche Regiment mit Angriffsrichtung Sergiopol und Verny.
Die Truppen vom Nordwestlichen Regiment nahmen am 21. Juli Tjumen und am 25. Juli Jekaterinburg ein und drängten die Bolschewiki bis hinter den Ural zurück. Das Regiment Werschbitski nahm am 11. Juli Irkutsk ein und schloss sich im August bei Tschita mit den Truppen von Ataman Grigori Michailowitsch Semjonow zusammen. Das südliche Regiment eroberte am 21. Juli Sergiopol und erreichten Verny, nachdem sie bis Ende August den gesamten Norden Semiretschjes von Bolschewiken befreit hatten.
Im September und Oktober kam es an der Front der sibirischen Armee zu Stellungskämpfen. Die sibirischen Truppen drängten die Bolschewiki langsam bis nach Perm zurück. Am 29. November 1918 startete die Jekaterinburger Gruppe der sibirischen Armee eine entscheidende Offensive, bei der sie die gegnerische 3. Rote Armee vernichtend besiegte und Kungur und Perm einnahm.

### 1919
Im Januar und Februar 1919 schlug die neu organisierte Sibirische Armee die Gegenoffensive der bolschewistischen Truppen zurück, die versuchten, Perm zurückzuerobern. Nach dem Plan des Kommandanten Dmitri Lebedew für den Frühjahrsfeldzug sollte die sibirische Armee auf Wjatka und Kasan vorrücken.
Am 4. März 1919 startete die sibirische Armee eine Offensive gegen die 2. und 3. Rote Armee. Nachdem die Sibirische Armee den bolschewistischen Truppen eine schwere Niederlage zugefügt hatten, durchbrachen sie die Front und erreichten die Zugänge zu Kasan.
Im Mai 1919 war die Sibirische Armee jedoch gezwungen, ihre Offensive abzubrechen und den Rückzug anzutreten, da ihre linke Flanke von Süden her durch den Rückzug der Westarmee bedroht war. Im Juni 1919 eroberten die Einheiten der rechten Flanke der Sibirischen Armee Glasow, doch schon bald waren die Sibirier aufgrund des anhaltenden Rückzugs der Westarmee gezwungen, einen hastigen Rückzug entlang der gesamten Front anzutreten und zogen sich im Juli desselben Jahres in den Trans-Ural zurück.
Am 22. Juli 1919 wurde die Sibirische Armee in die 1. und 2. Sibirische Armee aufgeteilt, die zusammen mit der 3. Armee die Ostfront unter dem Kommando von Dieterichs bildeten. Die 1. und 2. sibirische Armee nahmen im August und Oktober erfolgreich an der Offensive von Tobolsk teil.
Nach dem Zusammenbruch der Weißen Ostfront im Oktober–November 1919 zogen sich die Reste der Truppen der sibirischen Armee nach Transbaikalien zurück, wo sie bis November 1920 den Kampf gegen die Bolschewiken fortsetzten.

## Gliederung
Die Sibirische Armee bestand zunächst aus mehreren Freiwilligenabteilungen. Dazu zählten das
- Nowo-Nikolajewski-Regiment mit
  - einer Kompanie
  - einer Kavallerieabteilung
  - einem Eskortenteam

Am 13. Juni 1918 wurden die bewaffneten Formationen der Sibirische Armee in zwei Korps zusammengefasst.
- Mittelsibirische Korps unter Oberstleutnant Anatoli Nikolajewitsch Pepeljajew
- Steppensibirische Korps unter Oberst Pawel Pawlowitsch Iwanow-Rinow

Am 11. Juli 1918 wurde aus Infanterie- und Kosakeneinheiten der Regionen Miass und Ural, sowie der Tscheljabinsker Abteilung, das Uralkorps unter Generalleutnant Michail Wassiljewitsch Chanschin gebildet. Nach der Reorganisation am 26. August bestand die sibirische Armee aus drei Korps.
- Mittelsibirische Korps unter Oberstleutnant Anatoli Nikolajewitsch Pepeljajew
  - 1. Tomsker Division mit 4 Regimentern
  - 2. Tomsker Division mit 1. und 2. Nowo-Nikolajewsk-, Barnaul- und Jenissei-Regiment
  - 3. Irkutsker Division mit Irkutsker, Baikal-, Nischneudinsker und Hamar-Daban-Regiment
  - Sibirische Sturmbrigade
  - Kosakeneinheiten
- Steppensibirische Korps unter Oberst Pawel Pawlowitsch Iwanow-Rinow
- Ural Korps

Im Oktober 1918 umfasste die Sibirische Armee
- 1. Mittelsibirische Korps
- 2. Steppensibirisches Korps
- 3. Ural-Armeekorps
- 4. Ostsibirisches Korps
- 5. Primorski-Korps

## Kommandeure

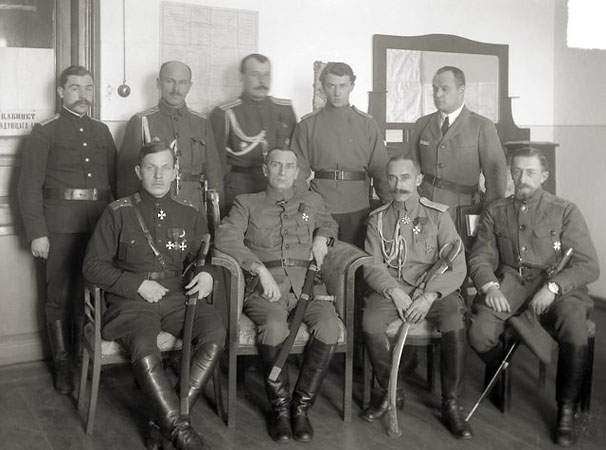
Hauptquartier der sibirischen Armee im Februar 1919, unten links Radola Gajda

| Dienstzeit                     | Dienstgrad      | Name                                   | Bild                                   |
| ------------------------------ | --------------- | -------------------------------------- | -------------------------------------- |
| Juni 1918 – September 1918     | Generalmajor    | Alexei Nikolajewitsch Grischin-Almasow |                                        |
| September 1918 – Dezember 1918 | Generalleutnant | Pawel Pawlowitsch Iwanow-Rinow         | Alexei Nikolajewitsch Grischin-Almasow |
| Dezember 1918 – Januar 1919    | Generalmajor    | Boris Petrowitsch Bogoslowskij         |                                        |
| Januar 1919 – Juli 1919        | Generalleutnant | Radola Gajda                           | Radola Gajda                           |
| Juli 1919 – November 1919      | Generalmajor    | Michail Konstantinowitsch Diterichs    | Michail Konstantinowitsch Diterichs    |